# Безуляк
Безуляк (словен. Bezuljak) — поселення в общині Церкниця, Регіон Нотрансько-крашка, Словенія. Висота над рівнем моря: 640,7 м.